# میراکبر غفاری قره‌باغ
میر اکبر غفاری قره باغ (زاده ۱۳۱۵ ارومیه – ۸ فروردین ۱۳۹۱) نماینده دوره اول مجلس شورای اسلامی از شهرستان ارومیه (آذربایجان غربی) بود او با کسب ۶۲٬۱۶۰ رای برابر با ۷۸٫۱۰ درصد آراء به مجلس راه یافت. میر اکبر غفاری قره باغ در
نماینده مردم آذربایجان غربی در مجالس دوره سوم و چهارم مجلس خبرگان رهبری را برعهده داشت.
از حواشی معروف او، کتک زدن محمدرضا صباغیان، در دوره اول مجلس بود که اشتباها به جای او در بسیاری از منابع خبری نام هادی غفاری به دلیل تشابه اسمی بیان شد.